# Wiktor Nastaszewski
Wiktor Wiktorowycz Nastaszewski (ukr. Віктор Вікторович Насташевський, ros. Виктор Викторович Насташевский, Wiktor Wiktorowicz Nastaszewski; ur. 10 sierpnia 1957, zm. 1 stycznia 2025) – ukraiński piłkarz, grający na pozycji napastnik, trener piłkarski.

## Kariera piłkarska

### Kariera klubowa
Rozpoczął karierę piłkarską w 1976 w Dynamie Kijów. Rozegrał tylko jeden mecz w podstawowej jedenastce Dynama, występował przeważnie w rezerwowej drużynie. W 1977 przeszedł do Szachtara Donieck. Potem występował w SKA Kijów, gdzie był podstawowym piłkarzem ataku drużyny, zdobywając wiele razy tytuł króla strzelców. W 1985 zmienił klub na Kołos Nikopol. W 1987 zakończył karierę piłkarską w Krywbasie Krzywy Róg.

### Kariera reprezentacyjna
Bronił barw młodzieżowej reprezentacji ZSRR.

## Kariera trenerska
Po zakończeniu kariery piłkarskiej występował w drużynie seniorów Dynama Kijów. Pracował na stanowisku dyrektora klubu Kniaża Szczasływe. Od stycznia 2011 pracuje w DJuFSz Dynamo Kijów.

## Sukcesy i odznaczenia

### Sukcesy klubowe
- mistrz Drugiej Ligi ZSRR: 1980
- mistrz Ukraińskiej SRR: 1980, 1983

### Sukcesy reprezentacyjne
- mistrz Europy U-23: 1976

### Sukcesy indywidualne
- rekordzista Krywbasa Krzywy Róg w ilości strzelonych bramek w sezonie: 25 goli (1986)
- król strzelców Drugiej Ligi ZSRR: 1981, 1986

### Odznaczenia
- nagrodzony tytułem Mistrza Sportu ZSRR: 1976.